# هيمستوك
هيمستوك (بالإنجليزية: Heimstock)‏ هو أحد جبال سلسلة جبال الألب غلاروس وجزء من القمة الأم كلاردين يقع في كانتون غراوبوندن وكانتون أوري، سويسرا. يبلغ ارتفاع الجبل حوالي 3102 متر، بينما يبلغ ارتفاع نتوء الجبل 180 متر.